# Epilobium foliosum
Epilobium foliosum är en dunörtsväxtart som beskrevs av Thomas Nuttall, Torr och Gray. Epilobium foliosum ingår i släktet dunörter, och familjen dunörtsväxter. Inga underarter finns listade i Catalogue of Life.